# Netto Indygo
Netto Indygo Sp. z o.o. (do 16 stycznia 2022: Tesco (Polska) Sp. z o.o.) – polska spółka do 2021 należąca do brytyjskiej sieci handlowej Tesco (od 2021 należąca do duńskiej sieci Netto). Siedziba główna Tesco Polska znajdowała się w Krakowie. W 2020 roku Netto Indygo posiadała około 330 sklepów w całym kraju.
W czerwcu 2020 została podpisana umowa w sprawie zakupu przez duńską sieć handlową Netto ponad 300 sklepów Tesco. Po ostatecznej decyzji UOKiK co do transakcji (została zatwierdzona 12 marca 2021), marka Tesco zaczęła być zastępowana przez Netto.

## Historia
Tesco weszło do Polski w roku 1995, dokonując zakupu sklepów trzech sieci: Minor, Madex i Savia zlokalizowanych w okręgu bielskim i wałbrzyskim. Dzięki tej transakcji Tesco miało możliwość poznania specyfiki polskiego rynku i zdobycia doświadczenia, aby móc rozwijać sieć wielkopowierzchniowych sklepów. W 1997 r. Biuro Główne Tesco, które początkowo mieściło się w Bielsku-Białej, zostało przeniesione do Krakowa.
Pierwszy hipermarket Tesco w Polsce został otwarty 18 listopada 1998 roku w Kobierzycach obok Wrocławia. Hipermarket o powierzchni 10 tys. m² został zlokalizowany w Centrum Handlowym Wrocław Bielany, sieć budowała także kolejne sklepy (w tym także mniejsze hipermarkety kompaktowe) i wynajmowało nowe powierzchnie centrach handlowych premium. Sieć wyróżniała się na polskim rynku tym, że wybrane jej sklepy funkcjonowały całodobowo. W 2002 r. Tesco zakupiło w Polsce 13 hipermarketów HIT, dwa obiekty w budowie i cztery działki, w 2006 r. przejęło 133 dyskonty Leader Price, a potem włączyło do sieci sieć supermarketów Savia.

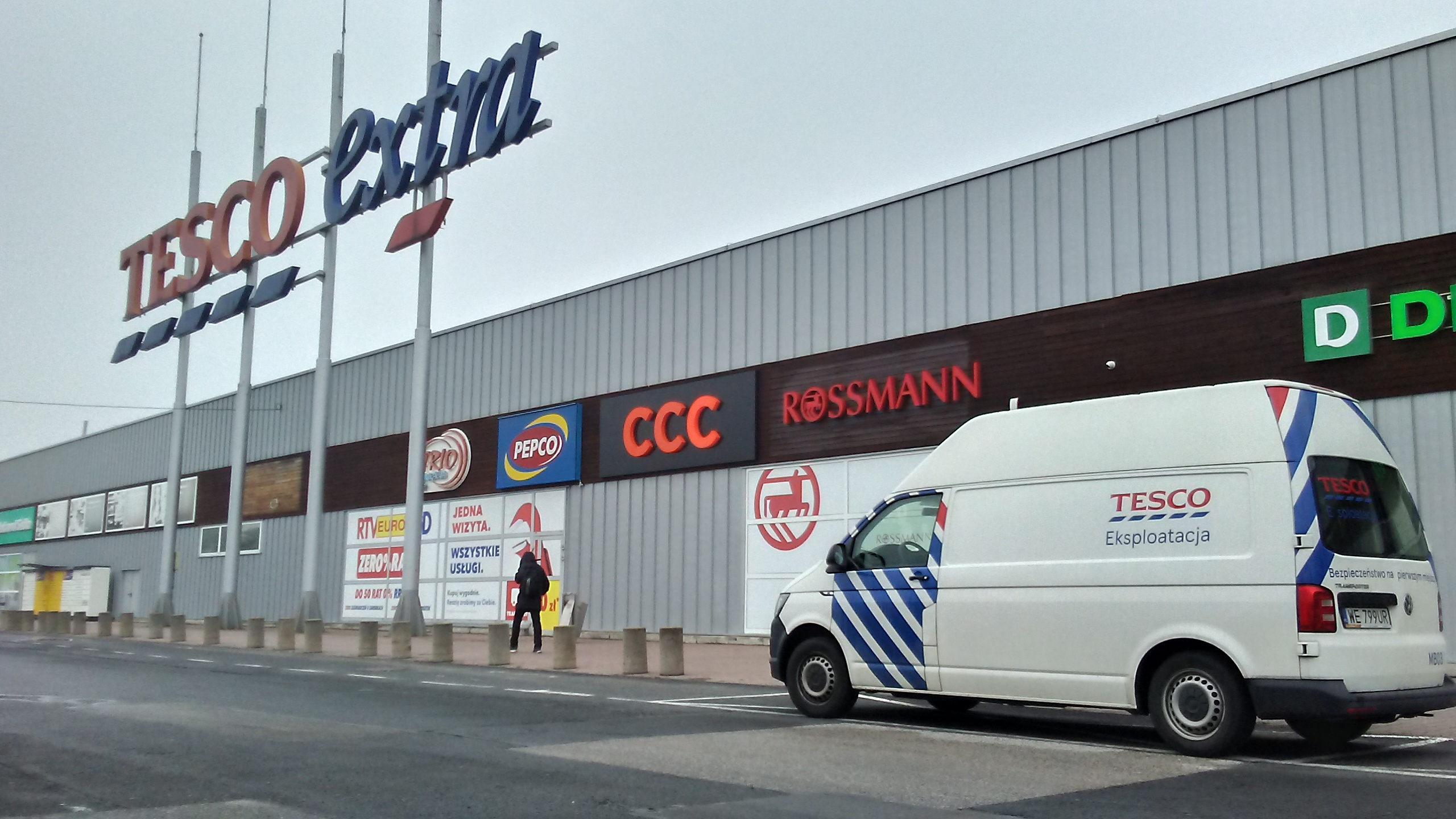
Sklep Tesco Extra przy ul. Pojezierskiej w Łodzi

W Polsce działały trzy Centra Dystrybucyjne Tesco: w Teresinie, Gliwicach i Komornikach. W 2008 r. Tesco wprowadziło do Polski własną markę odzieżową F&F, dla której urządzano pokazy mody. Sieć sprzedawała również produkty marek własnych Tesco Value i Tesco, a od 2014 r. również marki premium Tesco Finest. W 2009 r. sieć wprowadziła w Polsce swój program lojalnościowy Tesco Clubcard, a rok później zaczęło przebudowy dużych sklepów na koncept Tesco Extra.

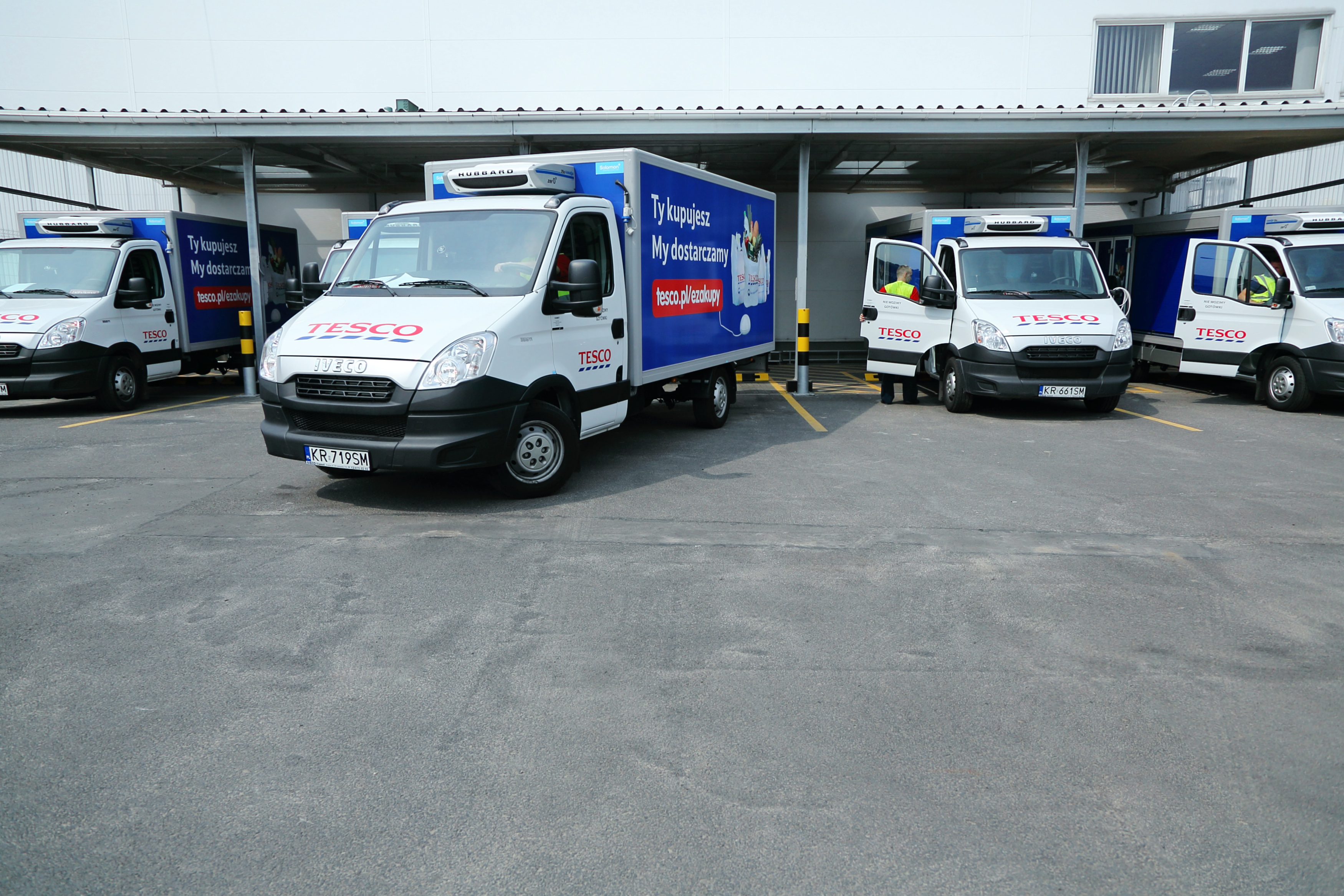
Samochody dostawcze E-zakupów Tesco

Tesco jako jedna z pierwszych sieci wdrożyła na szeroką skalę kasy samoobsługowe, a w 2017 r. zaczęła pilotaż zakupów za pomocą usługi skanowania produktów w trakcie zakupów bez konieczności ponownego wypakowywania ich przy kasach. W lipcu 2012 roku Tesco Polska uruchomiła usługę Ezakupy Tesco, która pozwala na zamówienie zakupów przez Internet. Zakupy dostarczane były w Warszawie, Wrocławiu, Lublinie, Łodzi, Poznaniu, Gliwicach, Bielsku-Białej, Krakowie, Katowicach, Rudzie Śląskiej, Szczecinie, Bydgoszczy, Tychach oraz Gdyni. Była to pierwsza usługa tego typu w kraju.
Klienci Tesco E-zakupy za pośrednictwem Internetu mogli wybierać zakupy z listy ponad 16 tysięcy artykułów, które równocześnie dostępne są w wybranych hipermarketach. Produkty wybierane są ręcznie spośród towarów dostępnych w wybranym markecie. Dokonanie płatności możliwe było on-line lub kartą płatniczą przy odbiorze. W ofercie E-zakupów Tesco, podobnie jak i stacjonarnych sklepów Tesco, znajdowały się produkty takie jak: świeża i sucha żywność, napoje, produkty dla niemowląt, chemia gospodarcza, kosmetyki i akcesoria, jedzenie i akcesoria dla zwierząt, książki, gry komputerowe, zabawki dla dzieci, produkty do domu i biura, akcesoria samochodowe, produkty sezonowe.

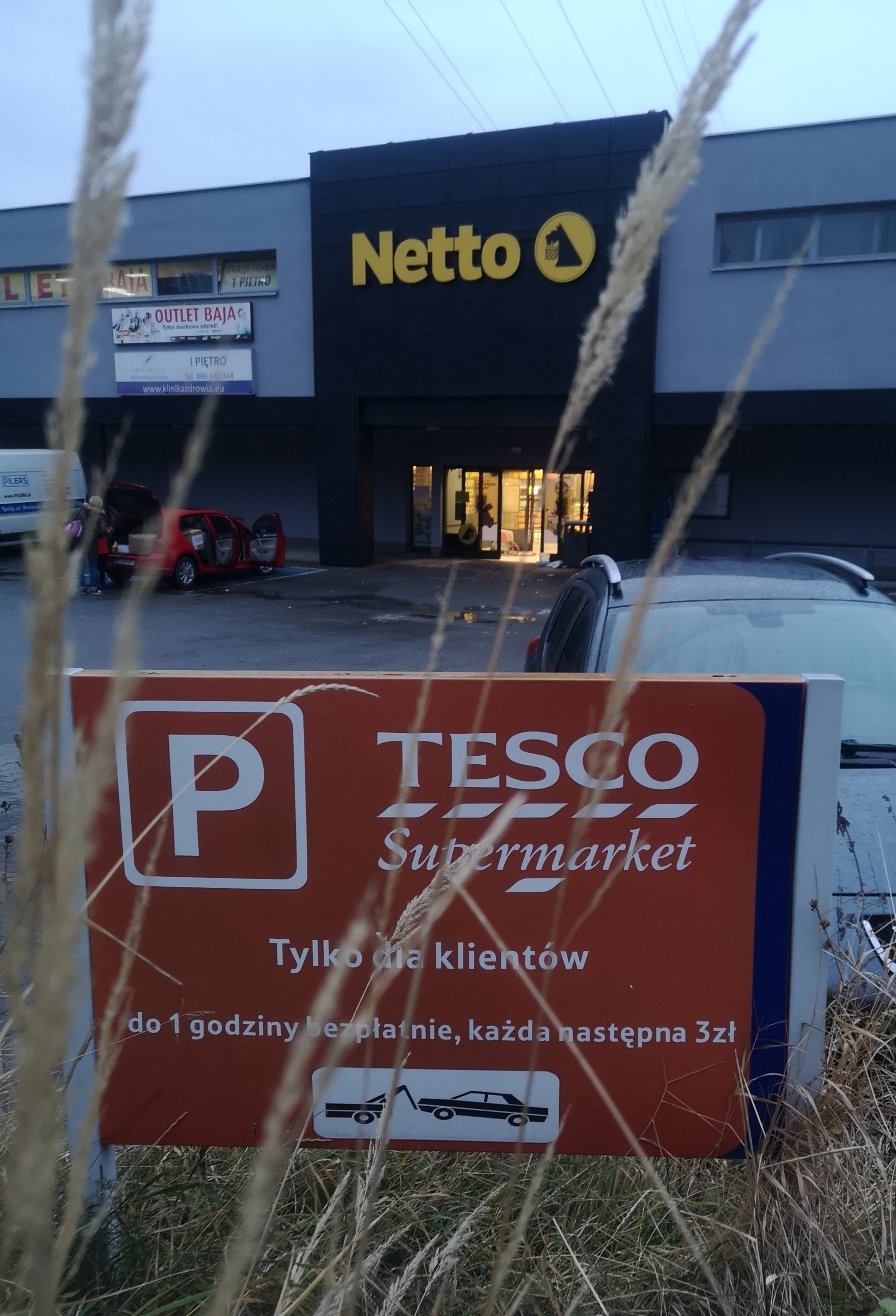
Supermarket Tesco po zmianie szyldu

Tesco w Polsce zaczęło przynosić straty na skutek ekspansji dyskontów (Biedronka, Lidl) spowodowanej zmianami preferencji zakupowych, nietrafionych lokalizacji sklepów, utrzymywania nierentownych placówek, centralizacji dostaw i komunikacji marketingowej na całą Europę Środkową. W 2015 r. sieć rozpoczęła proces optymalizacji kosztów. Spośród 455 sklepów Tesco zlikwidowano 135 z nich, a w 2019 r. zdecydowano o zmniejszeniu wszystkich hipermarketów do formatu kompaktowego i zmniejszono ofertę asortymentową, jednak nie pozwoliło to uzyskać zysków z działalności.
W 2020 r. właściciel sieci Netto, czyli Salling Group, porozumiał się z Tesco Polska w sprawie przejęcia za 900 mln zł całości działalności brytyjskiej spółki w Polsce, w tym jej 301 sklepów i dwóch magazynów oraz około 7 tys. pracowników. Salling Group przekształcił nabyte sklepy Tesco w Netto 3.0 nie później niż w ciągu 18 miesięcy od zakończenia transakcji. Zgodę na przejęcie Tesco Polska przez Netto Urząd Ochrony Konkurencji i Konsumentów wydał 12 marca 2021 r.
W związku z wygaszaniem sklepów pod marką Tesco w Polsce i przejęciem ich przez Netto, z końcem października 2020 usługa E-zakupów Tesco została zlikwidowana (E-zakupy funkcjonowały do 23 października w Warszawie, Gdyni, Bielsku-Białej i Opolu i do 30 października w pozostałych miastach). Przez cały okres istnienia sieć Tesco zrealizowała dostawy ok. 8 mln zamówień na ok. 400 mln produktów o masie ok. 300 tys. ton.
W kwietniu 2021 r. został wyłączony program lojalnościowy Clubcard – zbieranie punktów zakończono 18 kwietnia 2021, zaś ostatnie wyciągi Clubcard wysłano klientom 31 maja z ważnością dołączonych kuponów do 30 czerwca, a 31 lipca 2021 nastąpiło usunięcie danych osobowych klientów programu.
Od maja 2021 sklepy Tesco były przekształcone w sklepy Netto w koncepcie Netto 3.0, pierwszy tak przekształcony sklep został otwarty 27 maja w Szczecinie przy ul. Duńskiej 11.
23 września 2021 została wydana ostatnia gazetka promocyjna dla klientów Tesco.
Siedziba główna Tesco Polska w Krakowie, przy ul. Kapelanka 54, została zamknięta 23 października 2021 (data na stronie Tesco 25 października).
Ostatnie sklepy Tesco w Polsce zostały zamknięte 28 października 2021 (gwarantowanym najpóźniejszym terminem zamknięcia ostatnich sklepów był 31 października).
Przejęte przez Netto sklepy Tesco pozostały własnością spółki Tesco (Polska), która 17 stycznia 2022 r. zmieniła nazwę na Netto Indygo Sp. z o.o. Zmianie uległ również adres siedziby spółki, która znajduje się teraz w Motańcu (lokalizacja siedziby Netto w Polsce). Pomimo sprzedaży sklepów Tesco w Polsce nadal funkcjonuje powołana w 2018 roku spółka Tesco Technology and Services Europe, niegdyś spółka oddzielna od Tesco (Polska), która prowadzi zlokalizowany w Krakowie ośrodek rozwoju rozwiązań informatycznych stosowanych w sklepach Tesco w tych krajach, w których kontynuuje działalność.
Konwersji w Netto łącznie uległy 243 sklepy, które dawniej działały pod szyldem Tesco.